# Любимцев, Павел Евгеньевич
Па́вел Евге́ньевич Люби́мцев (настоящая фамилия Либерма́н; род. 19 июля 1957, Москва) — советский и российский актёр театра и кино, теле- и радиоведущий, актёр озвучивания, чтец, театральный режиссёр-постановщик, театральный педагог, писатель. Артист Московской филармонии (с 1982 года), приглашённый актёр Театра им. Е. Вахтангова (с 2004 года) и Московского театра мюзикла (с 2016 года), заведующий кафедрой мастерства актёра Театрального института им. Бориса Щукина (с 2005 года), член Академии Российского телевидения (с 2010 года). Заслуженный артист Российской Федерации (1999), заслуженный деятель искусств Российской Федерации (2007), лауреат премии Правительства Российской Федерации в области культуры (2011). Основатель и руководитель Театра-студии «Белый Шар» (2014).

## Биография
Родился в Москве в еврейской семье, родители — пианисты и музыкальные педагоги Государственного музыкально-педагогического института имени Гнесиных Берта Львовна Кременштейн (1923—2008) и Евгений Яковлевич Либерман (1925—2003). Когда сыну было 12 лет, родители разошлись.
Учился в Московской школе № 91, которую окончил в 1974 году. Затем окончил Щукинское театральное училище в 1978 году на курсе Альберта Бурова. По окончании вуза был приглашён в Ленинградский академический театр комедии.
Псевдоним «Любимцев» — дословный перевод фамилии Либерман с идиша — придуман Петром Фоменко, бывшим в то время главным режиссёром Театра комедии. На этой сцене Павел Любимцев работал до 1982 года и сыграл более десяти ролей в современных и классических пьесах, а также был ассистентом режиссёра в спектаклях: «Свадьба. Юбилей» по А. П. Чехову (постановка Петра Фоменко), «Продолжение Дон-Жуана» по Э. С. Радзинскому (постановка Льва Додина) и «Сказка Арденского леса» по Ю. Ч. Киму (постановка Петра Фоменко).
В 1982 году вернулся в Москву и был принят на работу в Московскую государственную филармонию в качестве артиста-чтеца. В филармонии П. Е. Любимцев работает до сих пор (с 2015 года — в качестве совместителя). За годы, проведённые в стенах филармонии, подготовил более 20 сольных чтецких программ (режиссёром большинства из них был учитель Любимцева по Щукинскому ВУЗу, профессор Яков Смоленский; после его кончины в 1996 году Павел Любимцев продолжил свою чтецкую работу под руководством профессора Антонины Кузнецовой). В числе исполняемых авторов: А. С. Пушкин, М. А. Булгаков, П. П. Ершов, К. Г. Паустовский, И. Л. Андроников, О. Уайльд, П. Мериме, Э. По, Г. Уэллс и многие другие. В начале 2000-х годов Павел Любимцев возглавил художественный совет Литературно-чтецкого отдела Московской государственной академической филармонии, а также начал заниматься чтецкой режиссурой.
С 1988 года занимается преподавательской работой в Театральном институте имени Б. В. Щукина. С 1991 года — преподаватель кафедры мастерства актёра, а с 2005 года — её заведующий. В 2008 году Павлу Любимцеву было присвоено учёное звание профессора. Как художественный руководитель выпустил щукинские курсы 2007, 2013 и 2019 годов (курс выпуска 2019 года Павел Евгеньевич возглавил в 2018 году после кончины худрука этого студенческого коллектива — В. П. Поглазова). В 2021 году набрал курс музыкального театра при Московском театре Оперетты. За годы работы в Вахтанговской театральной школе П. Е. Любимцев осуществил редактирование следующих изданий: А. Г. Буров «Труд актёра и педагога» (Москва, издательство «ГИТИС», 2007 год); Б. Е. Захава «Мастерство актёра и режиссёра» (Москва, издательство «ГИТИС», 2008 год), «Вахтангов и его студия» (издательство ТИ им. Б. Щукина, 2010 год), «Современники» (С-Петербург, издательство «Планета музыки», 2017 год); Я. М. Смоленский «Чудо живого слова» (Москва, издательство ТИ им. Б. Щукина, 2009 год), Сборник методических пособий «Вахтанговская театральная школа» (С-Петербург, издательство «Планета музыки», первый выпуск — 2019 год, второй выпуск — 2021 год). Ко всем этим изданиям П. Е. Любимцев написал предисловия. В 2017 году Театральный институт имени Б. Щукина напечатал «Картотеку отрывков Вахтанговской театральной школы» (период с 1990 по 2017 год), собирателем и систематизатором которой также был Любимцев.
Совместно с театральным критиком Натальей Казьминой Любимцев стал автором-составителем двухтомника «Век почти что прожит», посвящённого истории Вахтанговской театральной школы. Этот двухтомник вышел в 2014 году — к столетию Щукинского института.
26 января 2012 года Павел Любимцев попал в больницу с обширным инфарктом миокарда. За время болезни артист сбросил 17 килограммов, прокомментировав своё состояние по состоянию на сентябрь 2012 года так:

«Сейчас я себя чувствую хорошо, бодро, хотя лечение надо продолжать, хирургические вмешательства ещё будут нужны.»— 
В мае 2014 года состоялось открытие Театра-студии «Белый Шар», которую Любимцев организовал со своими учениками — выпускниками Театрального института имени Бориса Щукина. Тогда был впервые сыгран спектакль «Пир хищников» по Ж. Сибру, в июне 2015 года состоялась премьера спектакля «Эмигранты» по С. Мрожеку, а в феврале 2016 года был выпущен «Бег» М. Булгакова. Все эти работы были поставлены П. Е. Любимцевым.
С 2009 года Павел Любимцев — участник абонемента Московской государственной академической филармонии «Сказки с оркестром». В рамках этой программы артист исполняет программы: «Конёк-горбунок» по П. Ершову, «Спящая красавица» по Ш. Перро, «Золушка» по Е. Шварцу, «Василиса Прекрасная» (авторская программа по мотивам русских сказок), «Кентервильское привидение» О. Уайльда и «Старик Хоттабыч» по Л. Лагину. Одновременно в МГАФ идёт на сцене Концертного зала имени П. Чайковского познавательно-популярный абонемент «Забавный профессор», где Любимцев работает в содружестве с Оркестром народных инструментов имени Н. Осипова под управлением В. П. Андропова. «Забавный профессор» был в 2011 году удостоен Премии Правительства РФ в области культуры.

## Семья и личная жизнь
Не женат, детей нет. Единокровные сёстры  — филолог и радиоведущая радио «Свобода» Карина Евгеньевна Арзуманова (жена пианиста Евгения Кисина) и Марианна Евгеньевна Арзуманова.

## Телевидение
В 1996 году был приглашён Михаилом Ширвиндтом, который учился на один курс позже Любимцева, в программу «Живые новости» на телеканале «НТВ» сначала в качестве автора текстов, а потом — в качестве ведущего рубрики «А вы знаете, что…».
С 12 сентября 1999 года начала выходить программа «Путешествия натуралиста», ведущим которой стал Павел Любимцев. Программа выходила в разные годы на телеканалах: «НТВ», «ОРТ» («Первом канале») и телеканале «Культура». 26 мая 2007 года на телеканале «Культура» в эфир вышел последний выпуск программы «Путешествия натуралиста» с Павлом Евгеньевичем в роли ведущего. Программа просуществовала ещё 2 года с разными ведущими, а 31 октября 2009 года была окончательно закрыта.
С 11 марта 2005 года на телеканале «Домашний» начала выходить программа «Городское путешествие», бессменным ведущим которой стал Павел Любимцев.
В том же году, на том же канале, в течение 8 месяцев был показан авторский цикл «Старая афиша», посвящённый творчеству мастеров культуры прошлого, где были рассказы о театре, эстраде и старом телевидении. В поле зрения ведущего попали актёры, музыканты, художники, певцы, кинематографисты.
Программа «Городское путешествие» просуществовала в эфире телеканала «Домашний» в общей сложности 5 лет. На её основе в марте 2010 года на том же телеканале была создана ежедневная 5-минутная телепередача «Занимательные истории с Павлом Любимцевым», совмещающая в себе прогноз погоды и рассказы Павла Евгеньевича о жизни больших и малых российских городов, факты из жизни известных людей, увлекательные путешествия по известным и неоправданно забытым местам. Программа просуществовала до конца 2010 года, выходила в эфир по нескольку раз в день.
Из-за проблем со здоровьем временно не снимал передач для телевидения и работал только как педагог ТИ им. Б. Щукина и артист Московской филармонии.
В январе 2013 года становится ведущим рубрики «Классика» в программе «Хочу знать» на «Первом канале». Рубрика выходила 1 раз в неделю до самого закрытия программы в марте 2013 года, всего вышло в эфир 8 выпусков.
С 10 января 2014 года начал вести программу «Тайное становится явным» на кабельном телеканале «365 дней ТВ», всего вышел в эфир 51 выпуск. В них Любимцев рассказывал о многих загадках, тайнах, секретах и открытиях в самых различных областях истории.
С 1 марта по 1 октября 2015 года — официальный голос познавательного телеканала о животном мире «Живая планета» холдинга ВГТРК, озвучивал промоматериалы проектов и рекламные ролики телеканала.

## Радио
2002—2003 — ведущий ежедневной авторской программы «Страничка из путешествий натуралиста» («Радио 7 на семи холмах»).
С 4 мая 2013 по 8 марта 2014 года Павел Любимцев был одним из четырёх ведущих программы «Классика звукозаписи» на радио «Культура». Годовой цикл программ был приурочен к 50-летию фирмы «Мелодия», которое отмечалось 23 апреля 2014 года. Передача предоставляла возможность освежить в памяти и даже открыть заново великолепных авторов и исполнителей. Выпуски, которые вёл Павел Евгеньевич, выходили 1 раз в месяц, всего вышло в эфир 12 выпусков.

## Фильмография

### Роли в кино и сериалах
| Год       |     | Название                                                    | Роль                                                                 |
| --------- | --- | ----------------------------------------------------------- | -------------------------------------------------------------------- |
| 1979      | ф   | Ференц Лист                                                 | Александр Серов, композитор                                          |
| 1990      | ф   | Чернов/Chernov                                              | Свифт, инспектор оркестра                                            |
| 1991      | ф   | Etc. (по рассказу А. П. Чехова «Злоумышленник»)             | следователь                                                          |
| 1992      | ф   | Прорва                                                      | врач                                                                 |
| 1993—1997 | с   | Приключения королевского стрелка Шарпа                      | толстый капитан                                                      |
| 1993      | ф   | Русский регтайм                                             | нотариус                                                             |
| 1997      | с   | Клубничка                                                   | Кирилл                                                               |
| 2005      | ф   | Дело о «Мёртвых душах»                                      | Манилов                                                              |
| 2005      | кор | Тележурнал «Фитиль»                                         | камео (сюжет «Львица светская»)                                      |
| 2006      | ф   | 977                                                         | Сергей Сергеевич, руководитель НИИ                                   |
| 2006      | ф   | Четыре таксиста и собака-2                                  | телеведущий                                                          |
| 2007      | ф   | Ночные посетители                                           | Саша, бывший муж, директор института                                 |
| 2007      | ф   | Полонез Кречинского                                         | Чванкин                                                              |
| 2009      | с   | Закон и порядок: преступный умысел — 3 (фильм 2 «Аутопсия») | Олег Петрович Ребров, доктор                                         |
| 2011      | ф   | Байки Митяя                                                 | Павел (в титрах: Павел Либерман)                                     |
| 2011      | с   | Раскол                                                      | архимандрит Иосаф (нет в титрах)                                     |
| 2011      | ф   | Три дня с придурком                                         | Миронов                                                              |
| 2013      | ф   | Апофегей                                                    | Заславский, профессор                                                |
| 2014      | с   | Черта                                                       | Григорий Иванович Плещинский, корреспондент                          |
| 2015      | ф   | Осколки хрустальной туфельки                                | профессор                                                            |
| 2015      | ф   | Счастье — это…                                              | Серафим Христофорович, начальник Небесной Канцелярии                 |
| 2017      | с   | Воронины (серия 438 «Игры разума»)                          | Лев Аркадьевич, врач-психотерапевт                                   |
| 2019      | ф   | 90-е. Весело и громко                                       | Козловский, декан музыкального факультета                            |
| 2020      | ф   | Московский роман                                            | Григорий Ефимович Вайсман, профессор консерватории по классу скрипки |
| 2021      | с   | Коса                                                        | Марк Анатольевич Лёвенберг, профессор психиатрии                     |
| 2021      | ф   | Дипломат-2                                                  | профессор Кожемякин                                                  |
| 2024      | ф   | Очевидное невероятное                                       | Кац                                                                  |

### Дубляж
| Год  |    | Название               | Роль              |
| ---- | -- | ---------------------- | ----------------- |
| 2005 | мф | Спасатели (1977)       | Снупс             |
| 2006 | ф  | Чемоданы Тульса Люпера | Вольфганг Шпеклер |

### Озвучивание мультфильмов
| Год  |    | Название               | Роль                              |
| ---- | -- | ---------------------- | --------------------------------- |
| 2003 | мф | Музыкальный магазинчик | Имя персонажа не указано          |
| 2018 | мф | Гофманиада             | Паульман / Сверхсекретный попугай |
| 2020 | мс | Оранжевая корова       | Дедуля (Дедушка-бык)              |
| 2022 | мф | Сказка о дружбе        | Имя персонажа не указано          |

## Режиссёрские работы в театре

### Театр имени Е. Вахтангова
- Павел Евгеньевич Любимцев, выступив как сценарист и режиссёр в фильме 2000 года «Дядюшкин сон», стал ещё и одним из авторов одноимённой инсценировки, шедшей до 2018 года на сцене Театра им. Евг. Вахтангова.

### Учебный театрТеатрального института им. Бориса Щукина
Сделал множество отрывков и поставил спектакли:
- 1998 — «Жених по доверенности» (по водевилю Ф. А. Кони)
- 2000 — «Как важно быть серьёзным» (по комедии Оскара Уайльда)
- 2003 — «Горя бояться — счастья не видать» (по пьесе-сказке С. Я. Маршака)
- 2006 — «Эмигранты» (по пьесе Славомира Мрожека)
- 2010 — «Два водевиля Владимира Соллогуба» (по пьесе «Сотрудники, или Чужим добром не наживёшься» и водевилю «Беда от нежного сердца» В. А. Соллогуба)
- 2011 — «Мышеловка» (по пьесе Агаты Кристи)
- 2013 — «Бег» (по пьесе М. А. Булгакова)
- 2014 — «Ночь ошибок» (по пьесе «Ночь ошибок, или Унижение паче гордости» Оливера Голдсмита)
- 2014 — «Ханума» (по пьесе Авксентия Цагарели) (этот спектакль был включён в репертуар Кабардинского национального театра им. А Шогенцукова)
- 2015 — «Господин де Мольер…» (по М. А. Булгакову) (годом ранее этот спектакль был поставлен в МГУКИ — университете культуры на курсе Н. Л. Скорика)
- 2016 — «Как важно быть серьёзным» (по комедии Оскара Уайльда)
- 2017 — «Опасный поворот» (по пьесе Дж. Б. Пристли)
- 2018 — «Зимняя сказка Шекспира» (русский текст Вильгельма Левика; сценическая композиция П. Е. Любимцева)
- 2020 — «Обманщик» (по комедии Ж.-Б. Мольера «Тартюф»)
- 2020 — «Свидетель обвинения» (по Агате Кристи)
- 2021 — «Последние дни» («Пушкин») (по пьесе М. А. Булгакова)
- 2021 — «Лес» (по пьесе А. Н. Островского)

### Театр-студия «Белый Шар»
- 2014 — «Пир хищников» (по пьесе Жюльена Сибра). Премьера — 19 мая 2014 года (на малой сцене Театра на Таганке)[31]
- 2015 — «Эмигранты» (по пьесе Славомира Мрожека). Премьера — 22 июня 2015 года (на сцене Театрального центра «На Страстном»)
- 2016 — «Бег» (по пьесе Михаила Булгакова). Премьера — 28 марта 2016 года (на сцене Театрального центра «На Страстном»)
- 2018 — «На глубине пятого фута» (страницы жизни и творчества Михаила Булгакова) (на сцене Нового зала Т. И.им. Б.Щукина)

### Московский академический театр сатиры
- 2015 — «Ночь ошибок» (по пьесе «Ночь ошибок, или Унижение паче гордости» Оливера Голдсмита)[32].

## Роли в театре

### Государственный академический театр им. Е. Вахтангова
- 2004 — «Мадемуазель Нитуш» (по оперетте Флоримона Эрве, реж. Владимир Иванов) — Директор Оперетты
- 2021 — «Театр» (по роману Сомерсета Моэма, реж. Ольга Субботина) — Джимми Лэнгтон, антрепренёр

### КомпанияЛ. М. ГурченкоиС. М. Сенина
- 2005 — «Апостол Павел» (по пьесе И. П. Друцэ, реж. Аркадий Левин и Андрей Житинкин) — Эллин

### LA’Театр
- 2011 — «Вишнёвый сад» (по комедии А. П. Чехова, реж. Вадим Дубровицкий) — Симеонов-Пищик Борис Борисович, помещик

### Театр мюзикла
- 2016 — «Принцесса цирка» (по оперетте И. Кальмана, реж. Себастьян Солдевилья, Марина Швыдкая) — Пеликан
- 2018 — «Жизнь прекрасна» (спектакль-ревю по шлягерам XX века, реж. Марина Швыдкая) — «Водовоз», «Замечательный сосед»
- 2020 — «Прайм-тайм» (с музыкой Максима Лепажа, реж. Себастьян Солдевилья, Марина Швыдкая) — Борис Моисеевич, редактор ТВ.

## Книги
- 2004 — «Экзотические страны» (Издательство: Олма-Пресс, 272 стр. ISBN 5-224-04239-9)
- 2005 — «Загадки Латинской Америки» (Издательство: Олма-Пресс, 272 стр. ISBN 5-224-05282-3)
- 2008 — «Очерки по истории чтецкого искусства» (Издательство: РА Арсис-Дизайн, 132 стр. ISBN 978-5-904155-01-8)
- 2008 — «Вахтанговская театральная школа» — учебно-методическое пособие (совместно с О. В. Силаевой) (Издательство Театрального Института им. Б.Щукина)
- 2010 — «Гвоздицкий и его двойник» (Издательство: Навона, 482 стр. ISBN 978-5-91798-009-6)
- 2012 — «Путешествие по собственной жизни…Книга воспоминаний» (Издательство: Навона, 416 стр. ISBN 978-5-91798-019-5)
- 2017 — «Вахтангов продолжается! (Щукинская школа вчера и сегодня)» (Издательство: Навона, 206 стр.)
- 2019 — «Третий перевал (Не только о себе)» (Издательство «Навона»)

В соавторстве с Марией Кочетовой (шеф-редактором программы "Городское путешествие)
2009
«Городское путешествие. Москва с Павлом Любимцевым» (Издательство: АСТ, 224 стр. ISBN 978-5-17-057514-5, ISBN 978-5-271-22891-9)
- «Городское путешествие. Москва неизвестная с Павлом Любимцевым» (Издательство: АСТ, 256 стр. ISBN 978-5-17-060544-6, ISBN 978-5-271-24357-8, ISBN 978-985-16-7416-5)
- «Городское путешествие. Москва в прошлом и настоящем с Павлом Любимцевым» (Издательство: АСТ, 256 стр. ISBN 978-5-17-061700-5, ISBN 978-5-271-25054-5)
- «Самые замечательные места и памятники Москвы» (Издательство: АСТ, 512 стр. ISBN 978-5-17-057513-8, ISBN 978-5-271-22892-6, ISBN 978-5-17-062542-0, ISBN 978-5-271-25505-2)

2010
- «Санкт-Петербург» (Издательство: Вече, 192 стр. ISBN 978-5-9533-5022-8)

2011
- «Суздаль» (Издательство: Вече, 128 стр. ISBN 978-5-9533-5208-6)

В соавторстве с Татьяной Аптулаевой
2010
- «Киев» (Издательство: Вече, 168 стр. ISBN 978-5-9533-3681-9)

## Аудиокниги

### 2006

#### Серия «Лень читать» (Издатель: студия «Монолит»)
Серия имеет несколько жанровых направлений: «Юмор» — «Наш юмор», «Зарубежный юмор», «Черный юмор»; «Фантастика»; «Ужасы», «Детектив», «Триллер».

##### Отдельные аудиокниги
- «Детектив» — «Золотой жук» Эдгара Аллана По
- «Чёрный юмор» — «Гробовщик» Александра Пушкина и «Кентервильское привидение» Оскара Уайльда
- «Фантастика» — «Человек-невидимка» Герберта Уэллса
- «Ужасы» — «Номер 249» Артура Конан Дойла
- «Ужасы» — «Ужас расщелины Синего Джона» Артура Конан Дойла
- «Их юмор» — «Как я редактировал сельскохозяйственную газету» Марка Твена, «Государственный муж» Бернарда Шоу, «Женитьба бригадира» Артура Конан Дойла

##### Сборники
- «Лень читать. Часть 1»:
  - «Их юмор» — «Вождь краснокожих» О. Генри, «Дядюшка Поджер вешает картину» Джерома Клапки Джерома, «Завтрак» Уильяма Сомерсета Моэма
  - «Детектив» — «Золотой жук» Эдгара Аллана По
  - «Наш юмор» — «Сапоги» Антона Чехова, «Ложь» Аркадия Аверченко, «Громоотвод» Аркадия Бухова, «Катенька» и «Раскаявшаяся судьба» Надежды Тэффи
- «Лень читать. Часть 2»:
  - «Их юмор» — «Как я редактировал сельскохозяйственную газету» Марка Твена, «Государственный муж» Бернарда Шоу, «Женитьба бригадира» Артура Конан Дойла
  - «Фантастика» — «Человек-невидимка» Герберта Уэллса
  - «Детективы» — «Сапфировый крест» Гилберта Кийта Честертона
  - «Ужасы» — «Ужас расщелины Синего Джона» Артура Конан Дойла
- «Лень читать. Часть 3»:
  - «Наш юмор» — «Дипломат» и «Беззащитное существо» Антона Чехова, «Концерт» Надежды Тэффи, «Знаток женского сердца» Аркадия Аверченко
  - «Ужасы» — «Номер 249» Артура Конан Дойла
  - «Чёрный юмор» — «Гробовщик» Александра Пушкина и «Кентервильское привидение» Оскара Уайльда

### 2007
- «Король Матиуш I» Януша Корчака (при участии Льва Дурова, Дмитрия Назарова и других (Издатель: СиДиКом, Элитайл))

### 2008
- «Мои звери» Владимира Дурова (Издатель: СиДиКом, Эксмо)
- «Золотой век детектива. Выпуск 1. „Тайна отца Брауна“» Гилберта Кийта Честертона — Отец Браун (Издатель: 1С-Паблишинг)

### 2009
- «Сборник радиопостановок Радио России. Литературные чтения, часть 5» — «Повести Белкина» Александра Пушкина (Издатель: Радио России)
- «Хрестоматия по литературе. 2 класс (комплект из 4 аудиокниг MP3)» (при участии Льва Дурова, Людмилы Лубенской и других (Издатель: СиДиКом, Элитайл))

## Музыка
- 2007 — «Песни и музыка для малышей» (Издатель: Мелодия). Разделы диска и песни в исполнении Павла Любимцева:
  - Русские народные колыбельные песни: «Спи-ко, усни, дитя Ванюшенька», «Баю, Лизоньку мою», «Пошёл котик во лесок»
  - Колыбельные песни народов СССР: «Баю, баю, бай, спи, малыш (уйгурская)»
  - В стране весёлых песен: «Ну и что», «Далёкая корова»
  - Весёлые котята: «Только мама…» (дуэт с Галиной Арзамасовой), «Дядя Вася и утюг» (при участии Николая Жеренкова, В. Элик и Л. Бокова, декламация)
- 2011 — «Баю-баюшки-баю…» (сборник). Песни Павла Любимцева на диске:
  - «Баю, Лизоньку мою»
  - «Пошёл котик во лесок»
  - «Спи-ко, усни, дитя Ванюшенька»

## Признание и награды
- Лауреат Всероссийского конкурса артистов-чтецов им. Н. В. Гоголя (1984)
- Лауреат Всероссийского конкурса артистов-чтецов им. А. С. Пушкина (1987)
- Заслуженный артист Российской Федерации (1999)[33]
- Программа «Путешествия натуралиста» («НТВ») — лауреат Национальной телевизионной премии «ТЭФИ» в номинации «Научно-популярная программа» (2001)
- Программа «Путешествия натуралиста» («НТВ») — лауреат Национальной телевизионной премии «ТЭФИ» в номинации «Просветительская программа (наука)» (2002)
- Лауреат III Всероссийского конкурса работников электронных средств массовой информации «За образцовое владение русским языком в профессиональной деятельности» («Как слово наше отзовётся») в номинации «Слово ведущего» («Феофилакт Косичкин») (2006)
- Заслуженный деятель искусств Российской Федерации (2007)[34]
- Программа «Городское путешествие» («Домашний») — финалист Национальной телевизионной премии «ТЭФИ» в номинации «Развлекательная программа: образ жизни» (2008)
- Лауреат премии Правительства Российской Федерации в области культуры за цикл литературно-музыкальных концертов для детей «Забавный профессор» в Концертном зале имени П. И. Чайковского (2011)[13]
- Финалист Национальной премии в области спутникового, кабельного и интернет-телевидения «Золотой луч» в номинации «Лучший ведущий» (2014)
- Почетная грамота Кабардино-Балкарской Республики (22 мая 2014) — за вклад в развитие культуры и искусства, подготовку творческих кадров
- Орден Дружбы (21 февраля 2022) — за большой вклад в развитие отечественной культуры и искусства, многолетнюю плодотворную деятельность[35].